# World Endurance Championship 2024
FIA World Endurance Championship 2024 – dwunasty sezon World Endurance Championship organizowany przez Fédération Internationale de l’Automobile (FIA) i Automobile Club de l’Ouest (ACO). W sezonie wezmą udział prototypy i grand tourery podzielone na dwie kategorie: Hypercar i LMGT3. Sezon rozpoczął się wyścigiem na torze Losail a zakończył na torze w Bahrajnie.
Mistrzostwa świata w kategorii Hypercar zdobyli: Toyota (producenci) oraz Kévin Estre, André Lotterer i Laurens Vanthoor (kierowcy).
Puchar świata zespołów Hypercar zdobył Hertz Team Jota.
Trofea endurance w kategorii LMGT3 zdobyli: Manthey Pure Rxcing (zespoły) oraz Klaus Bachler, Alaksandr Małychin i Joel Sturm (kierowcy).

## Klasy
Prototypy
- Hypercar – Le Mans Hypercar (LMH) i Le Mans Daytona h (LMDh)

Samochody GT
- Le Mans Grand Touring Three (LMGT3) – FIA GT3

## Zmiany regulaminowe
Od tego sezonu wprowadzono zmiany w kwalifikacjach. Poszczególne kategorie nadal miały oddzielne sesje, ale nowością były dwie sesje kwalifikacyjne zamiast jednej. Pierwsza sesja trwała 12 minut i brały w niej udział wszystkie auta danej kategorii. 10 najszybszych aut z tej sesji awansowało do drugiej zwanej Hyperpole, która trwała 10 minut.
Przed tym sezonem zaszły zmiany w procedurach neutralizacji. Dotychczasowa procedura Full Course Yellow, która polega na spowolnieniu aut do 80 km/h, została ograniczona do co najwyżej jednego okrążenia. Dyrektor wyścigu otrzymał do dyspozycji nową procedurę – Virtual Safety Car (pol. Wirtualny Samochód Bezpieczeństwa). Jej zasady były podobne do Full Course Yellow, ale trwała ona około dwa okrążenia, po których każdorazowo na tor wyjeżdżał samochód bezpieczeństwa. Procedura neutralizacji z użyciem samochodu bezpieczeństwa nie uległa zmianie i mogła być wykorzystywana samodzielnie, bez VSC.
Przed sezonem podniesiono też limit balastu w autach kategorii Hypercar z 50 do 70 kilogramów.

## Kalendarz
Kalendarz na ten sezon został zaprezentowany 9 czerwca 2023 roku.
| Runda | Wyścig                       | Tor                           | Lokalizacja               | Termin        |
| ----- | ---------------------------- | ----------------------------- | ------------------------- | ------------- |
| 1     | Qatar 1812 km                | Losail International Circuit  | Lusajl, Katar             | 2 marca       |
| 1     | 6 Hours of Imola             | Autodromo Enzo e Dino Ferrari | Imola, Włochy             | 21 kwietnia   |
| 3     | 6 Hours of Spa-Francorchamps | Circuit de Spa-Francorchamps  | Stavelot, Belgia          | 11 maja       |
| 4     | 24 Hours of Le Mans          | Circuit de la Sarthe          | Le Mans, Francja          | 15–16 czerwca |
| 5     | 6 Hours of São Paulo         | Autódromo José Carlos Pace    | São Paulo, Brazylia       | 14 lipca      |
| 6     | Lone Star Le Mans            | Circuit of the Americas       | Austin, Stany Zjednoczone | 1 września    |
| 7     | 6 Hours of Fuji              | Fuji International Speedway   | Oyama, Japonia            | 15 września   |
| 8     | 8 Hours of Bahrain           | Bahrain International Circuit | As-Sachir, Bahrajn        | 2 listopada   |

## Lista startowa
Rejestracja zgłoszeń na pełny sezon odbyła się pomiędzy 20 października a 20 listopada 2023 roku. Lista startowa została zaprezentowana 27 listopada 2023 roku.

### Hypercar
Wszystkie zespoły korzystały z opon Michelin.
| Cadillac Racing           | Cadillac V-Series.R       | 2  | Earl Bamber           | 8/8 | [ 11 ] [ 12 ] [ 13 ] [ 14 ] [ 15 ] |
| Cadillac Racing           | Cadillac V-Series.R       | 2  | Alex Lynn             | 8/8 | [ 11 ] [ 12 ] [ 13 ] [ 14 ] [ 15 ] |
| Cadillac Racing           | Cadillac V-Series.R       | 2  | Sébastien Bourdais    | 2/8 | [ 11 ] [ 12 ] [ 13 ] [ 14 ] [ 15 ] |
| Cadillac Racing           | Cadillac V-Series.R       | 2  | Álex Palou            | 1/8 | [ 11 ] [ 12 ] [ 13 ] [ 14 ] [ 15 ] |
| Porsche Penske Motorsport | Porsche 963               | 5  | Matt Campbell         | 8/8 | [ 16 ]                             |
| Porsche Penske Motorsport | Porsche 963               | 5  | Michael Christensen   | 8/8 | [ 16 ]                             |
| Porsche Penske Motorsport | Porsche 963               | 5  | Frédéric Makowiecki   | 8/8 | [ 16 ]                             |
| Porsche Penske Motorsport | Porsche 963               | 6  | Kévin Estre           | 8/8 | [ 16 ]                             |
| Porsche Penske Motorsport | Porsche 963               | 6  | André Lotterer        | 8/8 | [ 16 ]                             |
| Porsche Penske Motorsport | Porsche 963               | 6  | Laurens Vanthoor      | 8/8 | [ 16 ]                             |
| Toyota Gazoo Racing       | Toyota GR010 Hybrid       | 7  | Kamui Kobayashi       | 8/8 | [ 17 ] [ 18 ]                      |
| Toyota Gazoo Racing       | Toyota GR010 Hybrid       | 7  | Nyck de Vries         | 8/8 | [ 17 ] [ 18 ]                      |
| Toyota Gazoo Racing       | Toyota GR010 Hybrid       | 7  | Mike Conway           | 7/8 | [ 17 ] [ 18 ]                      |
| Toyota Gazoo Racing       | Toyota GR010 Hybrid       | 7  | José María López      | 1/8 | [ 17 ] [ 18 ]                      |
| Toyota Gazoo Racing       | Toyota GR010 Hybrid       | 8  | Sébastien Buemi       | 8/8 | [ 17 ]                             |
| Toyota Gazoo Racing       | Toyota GR010 Hybrid       | 8  | Brendon Hartley       | 8/8 | [ 17 ]                             |
| Toyota Gazoo Racing       | Toyota GR010 Hybrid       | 8  | Ryō Hirakawa          | 8/8 | [ 17 ]                             |
| Isotta Fraschini          | Isotta Fraschini Tipo 6-C | 11 | Carl Bennett          | 5/8 | [ 19 ] [ 20 ] [ 21 ]               |
| Isotta Fraschini          | Isotta Fraschini Tipo 6-C | 11 | Antonio Serravalle    | 5/8 | [ 19 ] [ 20 ] [ 21 ]               |
| Isotta Fraschini          | Isotta Fraschini Tipo 6-C | 11 | Jean-Karl Vernay      | 5/8 | [ 19 ] [ 20 ] [ 21 ]               |
| Hertz Team Jota           | Porsche 963               | 12 | Callum Ilott          | 8/8 | [ 19 ] [ 22 ] [ 23 ]               |
| Hertz Team Jota           | Porsche 963               | 12 | Will Stevens          | 8/8 | [ 19 ] [ 22 ] [ 23 ]               |
| Hertz Team Jota           | Porsche 963               | 12 | Norman Nato           | 7/8 | [ 19 ] [ 22 ] [ 23 ]               |
| Hertz Team Jota           | Porsche 963               | 38 | Jenson Button         | 8/8 | [ 19 ] [ 24 ] [ 25 ]               |
| Hertz Team Jota           | Porsche 963               | 38 | Philip Hanson         | 8/8 | [ 19 ] [ 24 ] [ 25 ]               |
| Hertz Team Jota           | Porsche 963               | 38 | Oliver Rasmussen      | 8/8 | [ 19 ] [ 24 ] [ 25 ]               |
| BMW M Team WRT            | BMW M Hybrid V8           | 15 | Raffaele Marciello    | 8/8 | [ 26 ] [ 27 ]                      |
| BMW M Team WRT            | BMW M Hybrid V8           | 15 | Dries Vanthoor        | 8/8 | [ 26 ] [ 27 ]                      |
| BMW M Team WRT            | BMW M Hybrid V8           | 15 | Marco Wittmann        | 8/8 | [ 26 ] [ 27 ]                      |
| BMW M Team WRT            | BMW M Hybrid V8           | 20 | Robin Frijns          | 8/8 | [ 26 ] [ 27 ]                      |
| BMW M Team WRT            | BMW M Hybrid V8           | 20 | Sheldon van der Linde | 8/8 | [ 26 ] [ 27 ]                      |
| BMW M Team WRT            | BMW M Hybrid V8           | 20 | René Rast             | 8/8 | [ 26 ] [ 27 ]                      |
| Alpine Endurance Team     | Alpine A424               | 35 | Charles Milesi        | 7/8 | [ 28 ] [ 29 ] [ 30 ] [ 31 ] [ 15 ] |
| Alpine Endurance Team     | Alpine A424               | 35 | Paul-Loup Chatin      | 7/8 | [ 28 ] [ 29 ] [ 30 ] [ 31 ] [ 15 ] |
| Alpine Endurance Team     | Alpine A424               | 35 | Ferdinand Habsburg    | 6/8 | [ 28 ] [ 29 ] [ 30 ] [ 31 ] [ 15 ] |
| Alpine Endurance Team     | Alpine A424               | 35 | Jules Gounon          | 4/8 | [ 28 ] [ 29 ] [ 30 ] [ 31 ] [ 15 ] |
| Alpine Endurance Team     | Alpine A424               | 36 | Mick Schumacher       | 8/8 | [ 28 ] [ 29 ] [ 15 ]               |
| Alpine Endurance Team     | Alpine A424               | 36 | Matthieu Vaxivière    | 8/8 | [ 28 ] [ 29 ] [ 15 ]               |
| Alpine Endurance Team     | Alpine A424               | 36 | Nicolas Lapierre      | 7/8 | [ 28 ] [ 29 ] [ 15 ]               |
| Alpine Endurance Team     | Alpine A424               | 36 | Charles Milesi        | 1/8 | [ 28 ] [ 29 ] [ 15 ]               |
| Ferrari AF Corse          | Ferrari 499P              | 50 | Antonio Fuoco         | 8/8 | [ 32 ] [ 33 ]                      |
| Ferrari AF Corse          | Ferrari 499P              | 50 | Miguel Molina         | 8/8 | [ 32 ] [ 33 ]                      |
| Ferrari AF Corse          | Ferrari 499P              | 50 | Nicklas Nielsen       | 8/8 | [ 32 ] [ 33 ]                      |
| Ferrari AF Corse          | Ferrari 499P              | 51 | James Calado          | 8/8 | [ 32 ] [ 33 ]                      |
| Ferrari AF Corse          | Ferrari 499P              | 51 | Antonio Giovinazzi    | 8/8 | [ 32 ] [ 33 ]                      |
| Ferrari AF Corse          | Ferrari 499P              | 51 | Alessandro Pier Guidi | 8/8 | [ 32 ] [ 33 ]                      |
| AF Corse                  | Ferrari 499P              | 83 | Robert Kubica         | 8/8 | [ 32 ] [ 34 ]                      |
| AF Corse                  | Ferrari 499P              | 83 | Robert Szwarcman      | 8/8 | [ 32 ] [ 34 ]                      |
| AF Corse                  | Ferrari 499P              | 83 | Yifei Ye              | 8/8 | [ 32 ] [ 34 ]                      |
| Lamborghini Iron Lynx     | Lamborghini SC63          | 63 | Mirko Bortolotti      | 8/8 | [ 35 ] [ 36 ] [ 37 ] [ 38 ]        |
| Lamborghini Iron Lynx     | Lamborghini SC63          | 63 | Daniił Kwiat          | 8/8 | [ 35 ] [ 36 ] [ 37 ] [ 38 ]        |
| Lamborghini Iron Lynx     | Lamborghini SC63          | 63 | Edoardo Mortara       | 7/8 | [ 35 ] [ 36 ] [ 37 ] [ 38 ]        |
| Lamborghini Iron Lynx     | Lamborghini SC63          | 63 | Andrea Caldarelli     | 1/8 | [ 35 ] [ 36 ] [ 37 ] [ 38 ]        |
| Peugeot TotalEnergies     | Peugeot 9x8               | 93 | Mikkel Jensen         | 8/8 | [ 39 ]                             |
| Peugeot TotalEnergies     | Peugeot 9x8               | 93 | Nico Müller           | 8/8 | [ 39 ]                             |
| Peugeot TotalEnergies     | Peugeot 9x8               | 93 | Jean-Éric Vergne      | 7/8 | [ 39 ]                             |
| Peugeot TotalEnergies     | Peugeot 9x8               | 94 | Loïc Duval            | 8/8 | [ 40 ] [ 39 ]                      |
| Peugeot TotalEnergies     | Peugeot 9x8               | 94 | Paul di Resta         | 8/8 | [ 40 ] [ 39 ]                      |
| Peugeot TotalEnergies     | Peugeot 9x8               | 94 | Stoffel Vandoorne     | 7/8 | [ 40 ] [ 39 ]                      |
| Proton Competition        | Porsche 963               | 99 | Julien Andlauer       | 8/8 | [ 12 ] [ 41 ]                      |
| Proton Competition        | Porsche 963               | 99 | Neel Jani             | 8/8 | [ 12 ] [ 41 ]                      |
| Proton Competition        | Porsche 963               | 99 | Harry Tincknell       | 6/8 | [ 12 ] [ 41 ]                      |
| Listy startowe            |                           |    |                       |     |                                    |

### LMGT3
Organizatorzy wprowadzili limit maksymalnie dwóch aut od każdego z producentów. Producenci obecni w klasie Hypercar otrzymali pierwszeństwo w selekcji zgłoszeń.
Wszystkie zespoły korzystały z opon Goodyear.
| Producent      | Zespół               | Samochód                       | Nr  | Kierowcy              | Rundy | Źródła                                           |
| -------------- | -------------------- | ------------------------------ | --- | --------------------- | ----- | ------------------------------------------------ |
| Aston Martin   | Heart of Racing Team | Aston Martin Vantage AMR LMGT3 | 27  | Ian James             | 8/8   | [ 53 ] [ 54 ]                                    |
| Aston Martin   | Heart of Racing Team | Aston Martin Vantage AMR LMGT3 | 27  | Daniel Mancinelli     | 8/8   | [ 53 ] [ 54 ]                                    |
| Aston Martin   | Heart of Racing Team | Aston Martin Vantage AMR LMGT3 | 27  | Alex Riberas          | 8/8   | [ 53 ] [ 54 ]                                    |
| Aston Martin   | D'Station Racing     | Aston Martin Vantage AMR LMGT3 | 777 | Erwan Bastard         | 8/8   | [ 55 ] [ 56 ]                                    |
| Aston Martin   | D'Station Racing     | Aston Martin Vantage AMR LMGT3 | 777 | Marco Sørensen        | 8/8   | [ 55 ] [ 56 ]                                    |
| Aston Martin   | D'Station Racing     | Aston Martin Vantage AMR LMGT3 | 777 | Clément Mateu         | 7/8   | [ 55 ] [ 56 ]                                    |
| Aston Martin   | D'Station Racing     | Aston Martin Vantage AMR LMGT3 | 777 | Satoshi Hoshino       | 1/8   | [ 55 ] [ 56 ]                                    |
| BMW            | Team WRT             | BMW M4 LMGT3                   | 31  | Augusto Farfus        | 8/8   | [ 26 ] [ 57 ]                                    |
| BMW            | Team WRT             | BMW M4 LMGT3                   | 31  | Sean Gelael           | 8/8   | [ 26 ] [ 57 ]                                    |
| BMW            | Team WRT             | BMW M4 LMGT3                   | 31  | Darren Leung          | 8/8   | [ 26 ] [ 57 ]                                    |
| BMW            | Team WRT             | BMW M4 LMGT3                   | 46  | Ahmad Al Harthy       | 8/8   | [ 26 ] [ 57 ]                                    |
| BMW            | Team WRT             | BMW M4 LMGT3                   | 46  | Maxime Martin         | 8/8   | [ 26 ] [ 57 ]                                    |
| BMW            | Team WRT             | BMW M4 LMGT3                   | 46  | Valentino Rossi       | 8/8   | [ 26 ] [ 57 ]                                    |
| Chevrolet      | TF Sport             | Corvette Z06 LMGT3.R           | 81  | Rui Andrade           | 8/8   | [ 58 ] [ 11 ] [ 59 ]                             |
| Chevrolet      | TF Sport             | Corvette Z06 LMGT3.R           | 81  | Charlie Eastwood      | 8/8   | [ 58 ] [ 11 ] [ 59 ]                             |
| Chevrolet      | TF Sport             | Corvette Z06 LMGT3.R           | 81  | Tom van Rompuy        | 8/8   | [ 58 ] [ 11 ] [ 59 ]                             |
| Chevrolet      | TF Sport             | Corvette Z06 LMGT3.R           | 82  | Sébastien Baud        | 8/8   | [ 58 ] [ 11 ] [ 60 ]                             |
| Chevrolet      | TF Sport             | Corvette Z06 LMGT3.R           | 82  | Daniel Juncadella     | 8/8   | [ 58 ] [ 11 ] [ 60 ]                             |
| Chevrolet      | TF Sport             | Corvette Z06 LMGT3.R           | 82  | Hiroshi Koizumi       | 8/8   | [ 58 ] [ 11 ] [ 60 ]                             |
| Ferrari        | Vista AF Corse       | Ferrari 296 LMGT3              | 54  | Francesco Castellacci | 8/8   | [ 61 ] [ 62 ]                                    |
| Ferrari        | Vista AF Corse       | Ferrari 296 LMGT3              | 54  | Thomas Flohr          | 8/8   | [ 61 ] [ 62 ]                                    |
| Ferrari        | Vista AF Corse       | Ferrari 296 LMGT3              | 54  | Davide Rigon          | 8/8   | [ 61 ] [ 62 ]                                    |
| Ferrari        | Vista AF Corse       | Ferrari 296 LMGT3              | 55  | François Hériau       | 8/8   | [ 61 ] [ 63 ] [ 62 ]                             |
| Ferrari        | Vista AF Corse       | Ferrari 296 LMGT3              | 55  | Simon Mann            | 8/8   | [ 61 ] [ 63 ] [ 62 ]                             |
| Ferrari        | Vista AF Corse       | Ferrari 296 LMGT3              | 55  | Alessio Rovera        | 8/8   | [ 61 ] [ 63 ] [ 62 ]                             |
| Ford           | Proton Competition   | Ford Mustang LMGT3             | 77  | Benjamin Barker       | 8/8   | [ 64 ] [ 19 ] [ 65 ]                             |
| Ford           | Proton Competition   | Ford Mustang LMGT3             | 77  | Ryan Hardwick         | 8/8   | [ 64 ] [ 19 ] [ 65 ]                             |
| Ford           | Proton Competition   | Ford Mustang LMGT3             | 77  | Zacharie Robichon     | 8/8   | [ 64 ] [ 19 ] [ 65 ]                             |
| Ford           | Proton Competition   | Ford Mustang LMGT3             | 88  | Dennis Olsen          | 8/8   | [ 64 ] [ 19 ] [ 65 ] [ 66 ] [ 67 ] [ 68 ] [ 15 ] |
| Ford           | Proton Competition   | Ford Mustang LMGT3             | 88  | Mikkel Pedersen       | 7/8   | [ 64 ] [ 19 ] [ 65 ] [ 66 ] [ 67 ] [ 68 ] [ 15 ] |
| Ford           | Proton Competition   | Ford Mustang LMGT3             | 88  | Giorgio Roda          | 5/8   | [ 64 ] [ 19 ] [ 65 ] [ 66 ] [ 67 ] [ 68 ] [ 15 ] |
| Ford           | Proton Competition   | Ford Mustang LMGT3             | 88  | Christian Ried        | 2/8   | [ 64 ] [ 19 ] [ 65 ] [ 66 ] [ 67 ] [ 68 ] [ 15 ] |
| Ford           | Proton Competition   | Ford Mustang LMGT3             | 88  | Ben Keating           | 1/8   | [ 64 ] [ 19 ] [ 65 ] [ 66 ] [ 67 ] [ 68 ] [ 15 ] |
| Ford           | Proton Competition   | Ford Mustang LMGT3             | 88  | Giammarco Levorato    | 1/8   | [ 64 ] [ 19 ] [ 65 ] [ 66 ] [ 67 ] [ 68 ] [ 15 ] |
| Lamborghini    | Iron Lynx            | Lamborghini Huracán LMGT3 Evo2 | 60  | Matteo Cressoni       | 8/8   | [ 69 ] [ 70 ]                                    |
| Lamborghini    | Iron Lynx            | Lamborghini Huracán LMGT3 Evo2 | 60  | Claudio Schiavoni     | 8/8   | [ 69 ] [ 70 ]                                    |
| Lamborghini    | Iron Lynx            | Lamborghini Huracán LMGT3 Evo2 | 60  | Franck Perera         | 7/8   | [ 69 ] [ 70 ]                                    |
| Lamborghini    | Iron Lynx            | Lamborghini Huracán LMGT3 Evo2 | 60  | Matteo Cairoli        | 1/8   | [ 69 ] [ 70 ]                                    |
| Lamborghini    | Iron Dames           | Lamborghini Huracán LMGT3 Evo2 | 85  | Sarah Bovy            | 8/8   | [ 69 ] [ 70 ] [ 71 ]                             |
| Lamborghini    | Iron Dames           | Lamborghini Huracán LMGT3 Evo2 | 85  | Michelle Gatting      | 8/8   | [ 69 ] [ 70 ] [ 71 ]                             |
| Lamborghini    | Iron Dames           | Lamborghini Huracán LMGT3 Evo2 | 85  | Rahel Frey            | 6/8   | [ 69 ] [ 70 ] [ 71 ]                             |
| Lamborghini    | Iron Dames           | Lamborghini Huracán LMGT3 Evo2 | 85  | Doriane Pin           | 2/8   | [ 69 ] [ 70 ] [ 71 ]                             |
| Lexus          | Akkodis ASP Team     | Lexus RC F LMGT3               | 78  | Arnold Robin          | 8/8   | [ 72 ] [ 73 ] [ 74 ] [ 75 ] [ 76 ] [ 77 ]        |
| Lexus          | Akkodis ASP Team     | Lexus RC F LMGT3               | 78  | Kelvin van der Linde  | 7/8   | [ 72 ] [ 73 ] [ 74 ] [ 75 ] [ 76 ] [ 77 ]        |
| Lexus          | Akkodis ASP Team     | Lexus RC F LMGT3               | 78  | Clemens Schmid        | 4/8   | [ 72 ] [ 73 ] [ 74 ] [ 75 ] [ 76 ] [ 77 ]        |
| Lexus          | Akkodis ASP Team     | Lexus RC F LMGT3               | 78  | Timur Bogusławskij    | 3/8   | [ 72 ] [ 73 ] [ 74 ] [ 75 ] [ 76 ] [ 77 ]        |
| Lexus          | Akkodis ASP Team     | Lexus RC F LMGT3               | 78  | Ritomo Miyata         | 1/8   | [ 72 ] [ 73 ] [ 74 ] [ 75 ] [ 76 ] [ 77 ]        |
| Lexus          | Akkodis ASP Team     | Lexus RC F LMGT3               | 78  | Conrad Laursen        | 1/8   | [ 72 ] [ 73 ] [ 74 ] [ 75 ] [ 76 ] [ 77 ]        |
| Lexus          | Akkodis ASP Team     | Lexus RC F LMGT3               | 87  | Takeshi Kimura        | 8/8   | [ 72 ] [ 17 ] [ 74 ] [ 78 ]                      |
| Lexus          | Akkodis ASP Team     | Lexus RC F LMGT3               | 87  | Esteban Masson        | 8/8   | [ 72 ] [ 17 ] [ 74 ] [ 78 ]                      |
| Lexus          | Akkodis ASP Team     | Lexus RC F LMGT3               | 87  | José María López      | 7/8   | [ 72 ] [ 17 ] [ 74 ] [ 78 ]                      |
| Lexus          | Akkodis ASP Team     | Lexus RC F LMGT3               | 87  | Jack Hawksworth       | 1/8   | [ 72 ] [ 17 ] [ 74 ] [ 78 ]                      |
| McLaren        | United Autosports    | McLaren 720S LMGT3 Evo         | 59  | Nicolas Costa         | 8/8   | [ 79 ] [ 19 ] [ 80 ]                             |
| McLaren        | United Autosports    | McLaren 720S LMGT3 Evo         | 59  | James Cottingham      | 8/8   | [ 79 ] [ 19 ] [ 80 ]                             |
| McLaren        | United Autosports    | McLaren 720S LMGT3 Evo         | 59  | Grégoire Saucy        | 8/8   | [ 79 ] [ 19 ] [ 80 ]                             |
| McLaren        | United Autosports    | McLaren 720S LMGT3 Evo         | 95  | Nico Pino             | 8/8   | [ 79 ] [ 19 ] [ 80 ] [ 81 ] [ 82 ]               |
| McLaren        | United Autosports    | McLaren 720S LMGT3 Evo         | 95  | Marino Satō           | 8/8   | [ 79 ] [ 19 ] [ 80 ] [ 81 ] [ 82 ]               |
| McLaren        | United Autosports    | McLaren 720S LMGT3 Evo         | 95  | Joshua Caygill        | 7/8   | [ 79 ] [ 19 ] [ 80 ] [ 81 ] [ 82 ]               |
| McLaren        | United Autosports    | McLaren 720S LMGT3 Evo         | 95  | Hiroshi Hamaguchi     | 1/8   | [ 79 ] [ 19 ] [ 80 ] [ 81 ] [ 82 ]               |
| Porsche        | Manthey EMA          | Porsche 911 GT3 R LMGT3        | 91  | Richard Lietz         | 8/8   | [ 83 ] [ 12 ] [ 84 ]                             |
| Porsche        | Manthey EMA          | Porsche 911 GT3 R LMGT3        | 91  | Morris Schuring       | 8/8   | [ 83 ] [ 12 ] [ 84 ]                             |
| Porsche        | Manthey EMA          | Porsche 911 GT3 R LMGT3        | 91  | Yasser Shahin         | 8/8   | [ 83 ] [ 12 ] [ 84 ]                             |
| Porsche        | Manthey Pure Rxcing  | Porsche 911 GT3 R LMGT3        | 92  | Klaus Bachler         | 8/8   | [ 83 ] [ 12 ]                                    |
| Porsche        | Manthey Pure Rxcing  | Porsche 911 GT3 R LMGT3        | 92  | Alaksandr Małychin    | 8/8   | [ 83 ] [ 12 ]                                    |
| Porsche        | Manthey Pure Rxcing  | Porsche 911 GT3 R LMGT3        | 92  | Joel Sturm            | 8/8   | [ 83 ] [ 12 ]                                    |
| Listy startowe |                      |                                |     |                       |       |                                                  |

1. 1 2  Białorusini i Rosjanie nie mogli startować pod flagami swoich państw zgodnie z wymogami FIA, które zostały wprowadzone po inwazji Rosji na Ukrainę[85].

## Wyniki
Pogrubienie oznacza zwycięzców wyścigu w klasyfikacji ogólnej.
| Runda | Tor        | Pole position                                         | Zwycięzcy Hypercar                           | Zwycięzcy LMGT3                                 | Wyniki             |
| ----- | ---------- | ----------------------------------------------------- | -------------------------------------------- | ----------------------------------------------- | ------------------ |
| 1     | Losail     | #5 Porsche Penske Motorsport                          | #6 Porsche Penske Motorsport                 | #92 Manthey Pure Rxcing                         | Wyniki szczegółowe |
| 1     | Losail     | Matt Campbell Michael Christensen Frédéric Makowiecki | Kévin Estre André Lotterer Laurens Vanthoor  | Klaus Bachler Alaksandr Małychin Joel Sturm     | Wyniki szczegółowe |
| 2     | Imola      | #50 Ferrari AF Corse                                  | #7 Toyota Gazoo Racing                       | #31 Team WRT                                    | Wyniki szczegółowe |
| 2     | Imola      | Antonio Fuoco Miguel Molina Nicklas Nielsen           | Mike Conway Kamui Kobayashi Nyck de Vries    | Augusto Farfus Sean Gelael Darren Leung         | Wyniki szczegółowe |
| 3     | Spa        | #5 Porsche Penske Motorsport                          | #12 Hertz Team JOTA                          | #91 Manthey EMA                                 | Wyniki szczegółowe |
| 3     | Spa        | Matt Campbell Michael Christensen Frédéric Makowiecki | Callum Ilott Will Stevens                    | Richard Lietz Morris Schuring Yasser Shahin     | Wyniki szczegółowe |
| 4     | Le Mans    | #6 Porsche Penske Motorsport                          | #50 Ferrari AF Corse                         | #91 Manthey EMA                                 | Wyniki szczegółowe |
| 4     | Le Mans    | Kévin Estre André Lotterer Laurens Vanthoor           | Antonio Fuoco Miguel Molina Nicklas Nielsen  | Richard Lietz Morris Schuring Yasser Shahin     | Wyniki szczegółowe |
| 5     | Interlagos | #7 Toyota Gazoo Racing                                | #8 Toyota Gazoo Racing                       | #92 Manthey PureRxcing                          | Wyniki szczegółowe |
| 5     | Interlagos | Mike Conway Kamui Kobayashi Nyck de Vries             | Sébastien Buemi Brendon Hartley Ryō Hirakawa | Klaus Bachler Alaksandr Małychin Joel Sturm     | Wyniki szczegółowe |
| 6     | CotA       | #51 Ferrari AF Corse                                  | #83 AF Corse                                 | #27 Heart of Racing Team                        | Wyniki szczegółowe |
| 6     | CotA       | James Calado Antonio Giovinazzi Alessandro Pier Guidi | Robert Kubica Robert Szwarcman Yifei Ye      | Ian James Daniel Mancinelli Alex Riberas        | Wyniki szczegółowe |
| 7     | Fuji       | #2 Cadillac Racing                                    | #6 Porsche Penske Motorsport                 | #54 Vista AF Corse                              | Wyniki szczegółowe |
| 7     | Fuji       | Earl Bamber Alex Lynn                                 | Kévin Estre André Lotterer Laurens Vanthoor  | Francesco Castellacci Thomas Flohr Davide Rigon | Wyniki szczegółowe |
| 8     | Bahrain    | #8 Toyota Gazoo Racing                                | #8 Toyota Gazoo Racing                       | #55 Vista AF Corse                              | Wyniki szczegółowe |
| 8     | Bahrain    | Sébastien Buemi Brendon Hartley Ryō Hirakawa          | Sébastien Buemi Brendon Hartley Ryō Hirakawa | François Hériau Simon Mann Alessio Rovera       | Wyniki szczegółowe |

## Klasyfikacje
| Długość wyścigu | 1  | 2  | 3  | 4  | 5  | 6  | 7  | 8 | 9 | 10 | PP |
| --------------- | -- | -- | -- | -- | -- | -- | -- | - | - | -- | -- |
| 6 godzin        | 25 | 18 | 15 | 12 | 10 | 8  | 6  | 4 | 2 | 1  | 1  |
| 8–10 godzin     | 38 | 27 | 23 | 18 | 15 | 12 | 9  | 6 | 3 | 2  | 1  |
| 24 godziny      | 50 | 36 | 30 | 24 | 20 | 16 | 12 | 8 | 4 | 2  | 1  |

### Hypercar

#### Mistrzostwo świata kierowców Hypercar
| Poz. | Kierowca                                              | QAT | IMO | SPA | LMS | SÃO | LSL | FUJ | BHR | Punkty |
| ---- | ----------------------------------------------------- | --- | --- | --- | --- | --- | --- | --- | --- | ------ |
| 1    | Kévin Estre André Lotterer Laurens Vanthoor           | 1   | 2   | 2   | 4   | 2   | 6   | 1   | 10  | 152    |
| 2    | Antonio Fuoco Miguel Molina Nicklas Nielsen           | 6   | 4   | 3   | 1   | 6   | 3   | 9   | 11  | 115    |
| 3    | Kamui Kobayashi Nyck de Vries                         | 5   | 1   | 7   | 2   | 4   | 2   | NS  | NU  | 113    |
| 4    | Sébastien Buemi Brendon Hartley Ryō Hirakawa          | 8   | 5   | 6   | 5   | 1   | 15  | 10  | 1   | 109    |
| 5    | Matt Campbell Michael Christensen Frédéric Makowiecki | 3   | 3   | NU  | 6   | 3   | 7   | NU  | 2   | 104    |
| 6    | Mike Conway                                           | 5   | 1   | 7   | –   | 4   | 2   | NS  | NU  | 77     |
| 7    | Callum Ilott Will Stevens                             | 2   | 14  | 1   | 8   | 18  | NS  | 5   | 13  | 70     |
| 8    | James Calado Antonio Giovinazzi Alessandro Pier Guidi | 12  | 7   | 4   | 3   | 5   | NU  | NU  | 14  | 59     |
| 9    | Robert Kubica Robert Szwarcman Yifei Ye               | 4   | 8   | 8   | NU  | 11  | 1   | 12  | 8   | 57     |
| 10   | Norman Nato                                           | 2   | 14  | –   | 8   | 18  | NS  | 5   | 13  | 45     |
| 11   | Ferdinand Habsburg                                    | 7   | –   | –   | NU  | 12  | 5   | 7   | 4   | 43     |
| 12   | Mikkel Jensen Nico Müller                             | DK  | 9   | 10  | 12  | 8   | 12  | 4   | 3   | 42     |
| 13   | Jean-Éric Vergne                                      | DK  | 9   | –   | 12  | 8   | 12  | 4   | 3   | 41     |
| 14   | Raffaele Marciello Marco Wittmann Dries Vanthoor      | 14  | DK  | 11  | NU  | 9   | 8   | 2   | 5   | 39     |
| 15   | Earl Bamber                                           | DK  | 10  | NU  | 7   | 13  | 4   | NU  | 6   | 38     |
| 16   | José María López                                      | –   | –   | –   | 2   | –   | –   | –   | –   | 36     |
| 17   | Charles Milesi                                        | 7   | 13  | 9   | NU  | 12  | 5   | 7   | 9   | 30     |
| 18   | Paul-Loup Chatin                                      | 7   | 13  | 9   | NU  | 12  | 5   | –   | 4   | 29     |
| 19   | Jenson Button Philip Hanson Oliver Rasmussen          | NS  | 11  | NU  | 9   | 7   | 10  | 6   | 7   | 28     |
| 20   | Alex Lynn                                             | DK  | 10  | NU  | 7   | 13  | 4   | NU  | 6   | 26     |
| 21   | Jules Gounon                                          | –   | 13  | 9   | –   | –   | –   | 7   | 4   | 24     |
| 22   | Mick Schumacher Matthieu Vaxivière                    | 11  | 16  | 12  | NU  | 10  | 9   | 3   | 9   | 21     |
| 23   | Nicolas Lapierre                                      | 11  | 16  | 12  | NU  | 10  | 9   | 3   | –   | 18     |
| 24   | Julien Andlauer Neel Jani                             | 9   | NS  | 5   | 14  | 15  | 11  | 11  | 12  | 13     |
| 25   | Sébastien Bourdais                                    | DK  | –   | –   | –   | –   | –   | –   | 6   | 12     |
| 26   | Álex Palou                                            | –   | –   | –   | 7   | –   | –   | –   | –   | 12     |
| 27   | Robin Frijns Sheldon van der Linde René Rast          | 10  | 6   | 13  | NS  | 14  | 13  | NU  | NU  | 10     |
| 28   | Loïc Duval Paul di Resta                              | 15  | 15  | 14  | 11  | 16  | NU  | 8   | NU  | 4      |
| 29   | Stoffel Vandoorne                                     | 15  | 15  | –   | 11  | 16  | NU  | 8   | NU  | 4      |
| 30   | Harry Tincknell                                       | 9   | NS  | –   | 14  | –   | 11  | 11  | 12  | 3      |
| 31   | Mirko Bortolotti Daniił Kwiat                         | 13  | 12  | NU  | 10  | 17  | 14  | NU  | NU  | 2      |
| 32   | Edoardo Mortara                                       | 13  | 12  | –   | 10  | 17  | 14  | NU  | NU  | 2      |
| 33   | Carl Bennett Antonio Serravalle Jean-Karl Vernay      | NU  | 17  | 15  | 13  | NU  | –   | –   | –   | 0      |
| 34   | Andrea Caldarelli                                     | –   | –   | NU  | –   | –   | –   | –   | –   | 0      |
| Poz. | Kierowca                                              | QAT | IMO | SPA | LMS | SÃO | LSL | FUJ | BHR | Punkty |

| Legenda     | Legenda                  |
| Oznaczenie  | Wyjaśnienie              |
| ----------- | ------------------------ |
| Złoty       | Zwycięstwo               |
| Srebrny     | 2. miejsce               |
| Brązowy     | 3. miejsce               |
| Zielony     | Miejsce punktowane       |
| Niebieski   | Miejsce niepunktowane    |
| Niebieski   | Niesklasyfikowany (NS)   |
| Różowy      | Nie ukończył (NU)        |
| Czarny      | Zdyskwalifikowany (DK)   |
| Czarny      | Wykluczony (WYK)         |
| Biały       | Nie wystartował (NW)     |
| Biały       | Wyścig odwołany (OD)     |
| Bez koloru  | Wycofany (WYC)           |
| Bez koloru  | Nie został zgłoszony (–) |
| Pogrubienie | Pole position            |

#### Mistrzostwo świata producentów Hypercar
Punkty dla producenta zdobywa najwyżej sklasyfikowane auto spośród maksymalnie dwóch wyznaczonych przez niego do punktowania w tej klasyfikacji.
| Poz. | Producent        | QAT | IMO | SPA | LMS | SÃO | LSL | FUJ | BHR | Punkty |
| ---- | ---------------- | --- | --- | --- | --- | --- | --- | --- | --- | ------ |
| 1    | Toyota           | 3   | 1   | 4   | 2   | 1   | 1   | 8   | 1   | 190    |
| 2    | Porsche          | 1   | 2   | 1   | 4   | 2   | 5   | 1   | 2   | 188    |
| 3    | Ferrari          | 4   | 4   | 2   | 1   | 5   | 2   | 7   | 9   | 137    |
| 4    | Alpine           | 5   | 11  | 6   | NU  | 9   | 4   | 3   | 4   | 70     |
| 5    | BMW              | 7   | 6   | 8   | NS  | 8   | 7   | 2   | 5   | 64     |
| 6    | Peugeot          | 12  | 8   | 7   | 9   | 7   | 9   | 4   | 3   | 57     |
| 7    | Cadillac         | DK  | 9   | NU  | 7   | 11  | 3   | NU  | 6   | 42     |
| 8    | Lamborghini      | 10  | 10  | NU  | 8   | 14  | 11  | NU  | NU  | 11     |
| 9    | Isotta Fraschini | NU  | 14  | 12  | 11  | NU  | –   | –   | –   | 0      |

#### Puchar świata zespołów Hypercar
| Poz. | Zespół                 | Samochód     | QAT | IMO | SPA | LMS | SÃO | LSL | FUJ | BHR | Punkty |
| ---- | ---------------------- | ------------ | --- | --- | --- | --- | --- | --- | --- | --- | ------ |
| 1    | #12 Hertz Team JOTA    | Porsche 963  | 1   | 3   | 1   | 1   | 4   | NS  | 1   | 4   | 183    |
| 2    | #38 Hertz Team JOTA    | Porsche 963  | NS  | 2   | NU  | 2   | 1   | 2   | 2   | 1   | 153    |
| 3    | #83 AF Corse           | Ferrari 499P | 2   | 1   | 3   | NU  | 2   | 1   | 4   | 2   | 149    |
| 4    | #99 Proton Competition | Porsche 963  | 3   | NS  | 2   | 3   | 3   | 3   | 3   | 3   | 139    |

### LMGT3

#### Trofeum endurance dla kierowców LMGT3
| Poz. | Kierowca                                         | QAT | IMO | SPA | LMS | SÃO | LSL | FUJ | BHR | Punkty |
| ---- | ------------------------------------------------ | --- | --- | --- | --- | --- | --- | --- | --- | ------ |
| 1    | Klaus Bachler Alaksandr Małychin Joel Sturm      | 1   | 3   | 2   | 10  | 1   | 2   | 2   | 9   | 139    |
| 2    | Richard Lietz Morris Schuring Yasser Shahin      | 15  | 16  | 1   | 1   | 12  | 3   | 14  | 5   | 105    |
| 3    | François Heriau Simon Mann Alessio Rovera        | 7   | 4   | 13  | 5   | 6   | 10  | 6   | 1   | 97     |
| 4    | Augusto Farfus Sean Gelael Darren Leung          | 6   | 1   | NU  | 2   | 10  | 5   | 10  | 13  | 85     |
| 5    | Ian James Daniel Mancinelli Alex Riberas         | 2   | 5   | 11  | NU  | 2   | 1   | 9   | 11  | 83     |
| 6    | Ahmad Al Harthy Maxime Martin Valentino Rossi    | 4   | 2   | NU  | NU  | 5   | NS  | 3   | 14  | 61     |
| 7    | Francesco Castellacci Thomas Flohr Davide Rigon  | 5   | 12  | 6   | NU  | 15  | NU  | 1   | 7   | 57     |
| 8    | Sarah Bovy Michelle Gatting                      | 8   | NS  | 5   | 4   | NU  | 13  | 5   | 10  | 54     |
| 9    | Nicolas Costa James Cottingham Grégoire Saucy    | 14  | 11  | 4   | NU  | 4   | 4   | 8   | 6   | 52     |
| 10   | Rui Andrade Charlie Eastwood Tom van Rompuy      | NU  | 7   | NU  | 11  | 8   | NU  | 4   | 2   | 50     |
| 11   | Erwan Bastard Marco Sørensen                     | 3   | 10  | 7   | 7   | 9   | NU  | 7   | 12  | 50     |
| 12   | Rahel Frey                                       | –   | –   | 5   | 4   | NU  | 13  | 5   | 10  | 48     |
| 13   | Clément Mateu                                    | 3   | 10  | 7   | –   | 9   | NU  | 7   | 12  | 38     |
| 14   | Sébastien Baud Daniel Juncadella Hiroshi Koizumi | 10  | 8   | 12  | 9   | NU  | 8   | NU  | 3   | 37     |
| 15   | Dennis Olsen                                     | 9   | NU  | 8   | 3   | 13  | NS  | 16  | NU  | 37     |
| 16   | Mikkel Pedersen                                  | 9   | NU  | 8   | 3   | 13  | NS  | 16  | –   | 37     |
| 17   | Giorgio Roda                                     | 9   | NU  | 8   | 3   | –   | –   | –   | NU  | 37     |
| 18   | Nicol Pino Marino Satō                           | 13  | 6   | NU  | NU  | 3   | 7   | 17  | 8   | 36     |
| 18   | Josh Caygill                                     | 13  | 6   | NU  | –   | 3   | 7   | 17  | 8   | 36     |
| 19   | Matteo Cressoni Claudio Schiavoni                | 12  | 13  | 3   | 12  | 14  | 12  | 13  | 4   | 33     |
| 20   | Arnold Robin                                     | NU  | 14  | 10  | 6   | WYC | 9   | 11  | NU  | 19     |
| 21   | Matteo Cairoli                                   | –   | –   | –   | –   | –   | –   | –   | 4   | 18     |
| 22   | Benjamin Barker Ryan Hardwick Zacharie Robichon  | 11  | 9   | 9   | 13  | 7   | 6   | 15  | NU  | 18     |
| 23   | Kelvin van der Linde                             | NU  | 14  | –   | 6   | WYC | 9   | 11  | NU  | 18     |
| 24   | Timur Bogusławskij                               | NU  | 14  | –   | 6   | –   | –   | –   | –   | 16     |
| 25   | Franck Perera                                    | 12  | 13  | 3   | 12  | 14  | 12  | 13  | –   | 15     |
| 26   | Satoshi Hoshino                                  | –   | –   | –   | 7   | –   | –   | –   | –   | 12     |
| 27   | Takeshi Kimura Esteban Masson                    | 16  | 15  | 14  | 8   | 11  | 11  | 12  | NU  | 8      |
| 28   | Jack Hawksworth                                  | –   | –   | –   | 8   | –   | –   | –   | –   | 8      |
| 29   | Doriane Pin                                      | 8   | NS  | –   | –   | –   | –   | –   | –   | 6      |
| 30   | Clemens Schmid                                   | –   | –   | 10  | –   | WYC | 9   | 11  | –   | 3      |
| 31   | Ritomo Miyata                                    | –   | –   | 10  | –   | –   | –   | –   | –   | 1      |
| 32   | José María López                                 | 16  | 15  | 14  | –   | 11  | 11  | 12  | NU  | 0      |
| 33   | Christian Ried                                   | –   | –   | –   | –   | 13  | –   | 16  | –   | 0      |
| 34   | Hiroshi Hamaguchi                                | –   | –   | –   | NU  | –   | –   | –   | –   | 0      |
| 35   | Ben Keating                                      | –   | –   | –   | –   | –   | NS  | –   | –   | 0      |
| 36   | Giammarco Levorato                               | –   | –   | –   | –   | –   | –   | –   | NU  | 0      |
| 37   | Conrad Laursen                                   | –   | –   | –   | –   | –   | –   | –   | NU  | 0      |
| Poz. | Kierowca                                         | QAT | IMO | SPA | LMS | SÃO | LSL | FUJ | BHR | Punkty |

| Legenda     | Legenda                  |
| Oznaczenie  | Wyjaśnienie              |
| ----------- | ------------------------ |
| Złoty       | Zwycięstwo               |
| Srebrny     | 2. miejsce               |
| Brązowy     | 3. miejsce               |
| Zielony     | Miejsce punktowane       |
| Niebieski   | Miejsce niepunktowane    |
| Niebieski   | Niesklasyfikowany (NS)   |
| Różowy      | Nie ukończył (NU)        |
| Czarny      | Zdyskwalifikowany (DK)   |
| Czarny      | Wykluczony (WYK)         |
| Biały       | Nie wystartował (NW)     |
| Biały       | Wyścig odwołany (OD)     |
| Bez koloru  | Wycofany (WYC)           |
| Bez koloru  | Nie został zgłoszony (–) |
| Pogrubienie | Pole position            |

#### Trofeum endurance dla zespołów LMGT3
| Poz. | Zespół                   | Samochód                       | QAT | IMO | SPA | LMS | SÃO | LSL | FUJ | BHR | Punkty |
| ---- | ------------------------ | ------------------------------ | --- | --- | --- | --- | --- | --- | --- | --- | ------ |
| 1    | #92 Manthey PureRxcing   | Porsche 911 GT3 R LMGT3        | 1   | 3   | 2   | 10  | 1   | 2   | 2   | 9   | 139    |
| 2    | #91 Manthey EMA          | Porsche 911 GT3 R LMGT3        | 15  | 16  | 1   | 1   | 12  | 3   | 14  | 5   | 105    |
| 3    | #55 Vista AF Corse       | Ferrari 296 LMGT3              | 7   | 4   | 13  | 5   | 6   | 10  | 6   | 1   | 97     |
| 4    | #31 Team WRT             | BMW M4 LMGT3                   | 6   | 1   | NU  | 2   | 10  | 5   | 10  | 13  | 85     |
| 5    | #27 Heart Of Racing Team | Aston Martin Vantage AMR LMGT3 | 2   | 5   | 11  | NU  | 2   | 1   | 9   | 11  | 83     |
| 6    | #46 Team WRT             | BMW M4 LMGT3                   | 4   | 2   | NU  | NU  | 5   | NS  | 3   | 14  | 61     |
| 7    | #54 Vista AF Corse       | Ferrari 296 LMGT3              | 5   | 12  | 6   | NU  | 15  | NU  | 1   | 7   | 57     |
| 8    | #85 Iron Dames           | Lamborghini Huracán LMGT3 Evo2 | 8   | NS  | 5   | 4   | NU  | 13  | 5   | 10  | 54     |
| 9    | #59 United Autosports    | McLaren 720S LMGT3 Evo         | 14  | 11  | 4   | NU  | 4   | 4   | 8   | 6   | 52     |
| 10   | #81 TF Sport             | Corvette Z06 LMGT3.R           | NU  | 7   | NU  | 11  | 8   | NU  | 4   | 2   | 50     |
| 11   | #777 D'Station Racing    | Aston Martin Vantage AMR LMGT3 | 3   | 10  | 7   | 7   | 9   | NU  | 7   | 12  | 50     |
| 12   | #88 Proton Competition   | Ford Mustang LMGT3             | 9   | NU  | 8   | 3   | 13  | NS  | 16  | NU  | 37     |
| 13   | #82 TF Sport             | Corvette Z06 LMGT3.R           | 10  | 8   | 12  | 9   | NU  | 8   | NU  | 3   | 37     |
| 14   | #95 United Autosports    | McLaren 720S LMGT3 Evo         | 13  | 6   | NU  | NU  | 3   | 7   | 17  | 8   | 36     |
| 15   | #60 Iron Lynx            | Lamborghini Huracán LMGT3 Evo2 | 12  | 13  | 3   | 12  | 14  | 12  | 13  | 4   | 33     |
| 16   | #78 Akkodis ASP Team     | Lexus RC F LMGT3               | NU  | 14  | 10  | 6   | –   | 9   | 11  | NU  | 19     |
| 17   | #77 Proton Competition   | Ford Mustang LMGT3             | 11  | 9   | 9   | 13  | 7   | 6   | 15  | NU  | 18     |
| 18   | #87 Akkodis ASP Team     | Lexus RC F LMGT3               | 16  | 15  | 14  | 8   | 11  | 11  | 12  | NU  | 8      |
| Poz. | Zespół                   | Samochód                       | QAT | IMO | SPA | LMS | SÃO | LSL | FUJ | BHR | Punkty |